# PolyLAN
PolyLAN est une LAN party semestrielle créée en 2002 et organisée par une organisation étudiante de l'École polytechnique fédérale de Lausanne.
PolyLAN est la plus grande LAN party de Suisse entre 2016 et 2019 en rassemblant plus de 1300 joueurs dans le SwissTech Convention Center,,,. Elle organise notamment des tournois esport avec des cash prize à la clé sur League of Legends, Overwatch, Rocket League, ou encore TrackMania,. Au cours de ses différentes éditions, PolyLAN a accueilli des personnalités du monde du streaming français, telles que ZeratoR, DominGo, Xari, Doigby ou encore As2pik.